# Фарлоу, Уильям Джилсон
Уильям Джилсон Фарлоу (англ. William Gilson Farlow; 17 декабря 1844 — 3 июня 1919) — американский миколог, ботаник и альголог.

## Краткая биография
Уильям Фарлоу родился в Бостоне. Учился в Гарвардском университете, в 1866 получил степень бакалавра, в 1869 — магистра. В 1870 году Гарвардский университет присвоил ему степень доктора медицинских наук, а в 1896 — доктора права. Изучал флору Европы, получил степени доктора в Университете Глазго, Висконсинском университете в Мэдисоне и Уппсальском университете. С 1874 по 1879 год был ассистентом Эйсы Грея в Гарварде, в 1879 году стал профессором по ботанике низших растений.
Фарлоу был президентом Американского общества натуралистов, Национальной академии наук США, Американской ассоциации содействия развитию науки и Ботанического общества США.

## Научные работы
- The Gymnosporangia or Cedar
- Apples of the Unites States, 1880
- Marine Algae of New England, 1881
- The Potato Rot, A Provisional Bibliographical Index of North American Fungi. 3 vols., 1888—1891
- Bibliographical Index of North American Fungi, 1905

## Роды грибов, названные в честь У. Дж. Фарлоу
- Farlowia Sacc. 1883, nom. illeg.
- Farlowiella Sacc. 1891